# Росси-Лемени, Никола
Никола Росси-Лемени (итал. Nicola Rossi Lemeni, 6 ноября 1920, Стамбул, Турция — 12 марта 1991, Блумингтон, США) — оперный певец, бас.

## Биография
Никола родился в Стамбуле в семье итальянского полковника Росси. Мать Никола, по происхождению русская, пожелала, чтобы сын носил её фамилию, Лемени, так появилась двойная фамилия. Росси-Лемени был разносторонне одарён, добился признания как поэт, известен как художник и оперный режиссёр. На пике карьеры Росси-Лемени был одним из самых уважаемых басов в Италии. Специально для него Ильдебрандо Пиццетти написал оперу «Убийство с в соборе» (1958), Томас Бекет в исполнении Росси-Лемени завоевал мировое признание.
Никола Росси-Лемени дебютировал в качестве оперного певца в 1946 году: в театре Ла Фениче в Венеции он исполнил партию Варлаама («Борис Годунов»). Пел в Ла Скала с 1947 по 1960 годы, выступал в театре «Колон» (1949) и в Ковент-Гардене (1952). В Метрополитен-опера впервые выступил на открытии сезона 1953/54 в дебютной постановке Питера Брука оперы «Фауст». Затем сыграл на этой сцене Дон Жуана и Бориса Годунова. В 1967 гастролировал в СССР.
В течение всей карьеры Росси-Лемени сделал много записей, которые были переизданы на CD. Заслуги певца были отмечены Папским рыцарским орденом Св. Сильвестра.
Росси-Лемени был женат на известной румынской певице Вирджинии Зеани и выступал вместе с ней.

## Некоторые записи
- Россини: «Севильский цирюльник» — Беки, Лос Анхелес, Луизе, Монти, Росси-Лемени; дир. Серафин — 1952
- Беллини: «Пуритане» — Каллас, Каттелани, Форти, Меркуриали, Р. Панераи, Росси-Лемени, Ди Стефано; дир. Серафин, Ла Скала — 1953
- Беллини: «Норма» — Каллас, Кароли, Каваллари, М. Филиппески[англ.], Росси-Лемени, Стиньяни; дир. Серафин, Ла Скала — 1954
- Верди: «Сила судьбы» — Каллас, Капекки, Миланова, Николаи, Пирс, Росси-Лемени, Тальябу[англ.], Уоррен; дир. Серафин, Ла Скала — 1954
- Россини: «Турок в Италии» — Калабрезе, Каллас, Гардино, Гедда, Пальма, Росси-Лемени, Стабиле; дир. Гаваццени, Ла Скала — 1954
- Спонтини: «Весталка» — Каллас, Корелли, Росси-Лемени, Сорделло, Стиньяни; дир. Вотто — 1954
- Моцарт: «Свадьба Фигаро» — Кампи, Р. Картери[англ.], Гатта, Поббе[англ.], Рефусс, Росси-Лемени; дир. Санцоньо, Хор и оркестр Итальянского радио в Милане — 1956
- Россини: «Моисей в Египте» — Филиппески, Лаццари, Манчини[англ.], Риццоли, Росси-Лемени, Таддеи; дир. Серафин, Театр Сан Карло (Неаполь) — 1956
- Доницетти: «Анна Болейн» — Каллас, Картуран, Клабасси[англ.], Дж. Раймонди, Росси-Лемени, Симионато; дир. Гаваццени, Ла Скала — 1957
- Рубинштейн: «Демон» — Лаццари, Ринаудо, Росси-Лемени, Дзеани; дир. Арена, Хор и оркестр Итальянского радио в Милане — 1971
- Перголези : "Служанска Госпожа" - Картери , Росси-Лемени - Реж. Джулини - Колумбия / EMI 1955
- Моцарт:"Свадьба Фигаро" (Фигаро) (DVD) - Росси-Лемени, Картери , Поббе, Рехфусс, Гатта - Реж. Санзоньо , 1956